# Chemin de Sainte-Marthe
Le chemin de Sainte-Marthe est une voie marseillaise située dans le 14e arrondissement de Marseille. 

## Situation et accès
Il va du Boulevard Burel à la rue Berthelot. Cette dernière la prolonge jusqu’à la place principale du quartier éponyme abritant entre autres la gare éponyme.

## Origine du nom
La rue doit son nom au noyau villageois qui se trouve à son extrémité nord, celui de Sainte-Marthe.

## Historique
La rue est classée à la voirie des rues de Marseille le 9 juillet 1959.

## Bâtiments remarquables et lieux de mémoire
Cette grande avenue radiale passe à proximité de plusieurs habitations à loyer modéré ainsi que de grands ensembles des quartiers nord de Marseille tels que la Marine-Bleue par exemple, ancienne propriété de la famille de Marin de Carranrais. Il passe également à proximité du camp militaire du même nom. 
Au numéro 66 se trouve la savonnerie du Fer-à-cheval, la plus ancienne savonnerie de Marseille encore en activité.